# John Barrasso

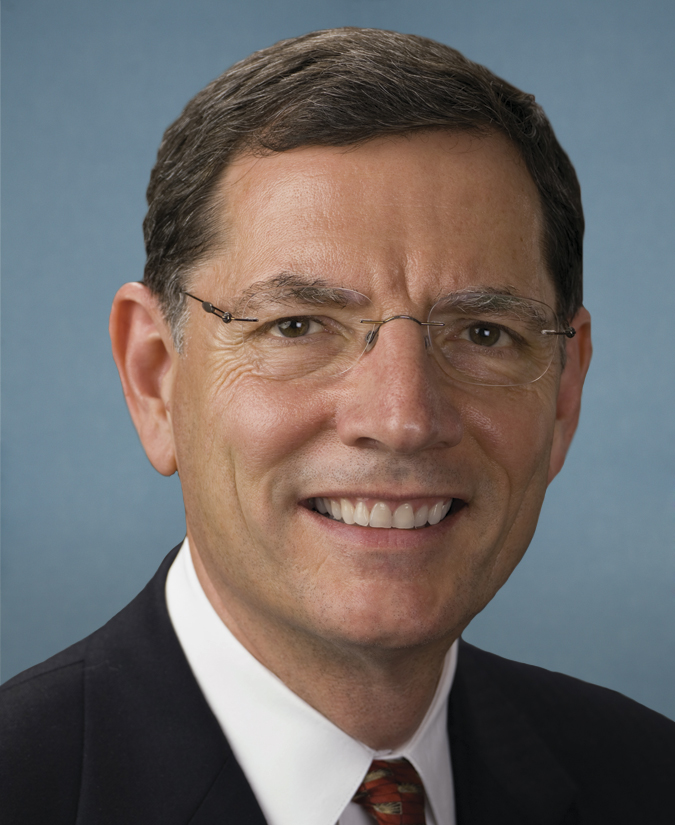
John Barrasso (2007)

John Anthony Barrasso (* 21. Juli 1952 in Casper, Wyoming) ist ein US-amerikanischer Politiker der Republikanischen Partei. Seit dem Jahr 2007 vertritt er den Bundesstaat Wyoming im US-Senat.

## Biografie

### Frühes Leben
John Barrasso, Absolvent der Georgetown University des Jahrgangs 1974, erhielt vier Jahre später, 1978, an derselben Fakultät seinen Doktor der Orthopädie. Er wurde daraufhin Arzt an der Yale School of Medicine in New Haven (Connecticut).
Später kehrte Barrasso nach Wyoming zurück, eröffnete seine eigene Praxis und ist zusätzlich Personalchef des Wyoming Medical Center. Parallel ist er Mitglied zahlreicher medizinischer Organisationen, darunter der American Medical Association, wo er im Ausschuss für Ethik und judikative Angelegenheiten sitzt. Ferner ist Barrasso Arzt an verschiedenen High Schools von Wyoming und wurde einst mit dem Titel „Wyoming Physician of the Year“ (also „Wyominger Arzt des Jahres“) ausgezeichnet.
Barrasso gilt als konservativ, ist Anhänger der Lebensrechtsbewegung und Mitglied der National Rifle Association.

### Politische Karriere
Bereits 1996 versuchte Barrasso, einen Sitz im Senat der Vereinigten Staaten zu erringen, doch unterlag er bei der Vorwahl knapp seinem Gegner Mike Enzi. Dieser kam auf 33 % der Wählerstimmen, während Barrasso nur 32 % erhielt. Im Jahr 2002 wurde Barrasso in den Senat von Wyoming gewählt und 2006 in seinem Amt bestätigt. Er war in seiner Funktion für die Infrastruktur, das Transportwesen und die Autobahnen von Wyoming verantwortlich.
Nach dem Tod von Senator Craig L. Thomas am 4. Juni 2007 wurde Barrasso am 22. Juni von Gouverneur Dave Freudenthal zu dessen Nachfolger ernannt und am 25. Juni vereidigt. Er war einer von drei Kandidaten, die der Vorstand von Wyomings Republikanischer Partei dem demokratischen Gouverneur vorlegen musste, und erhielt dabei den Vorzug vor Cynthia Lummis und Tom Sansonetti. Bei der Nachwahl 2008 wurde Barrasso für die verbleibenden vier Jahre der Amtsperiode bestätigt. Er gewann mit 73,4 Prozent der Stimmen gegen den Demokraten Nicholas H. Carter. 2015 wurde er als Nachfolger von Barbara Boxer Vorsitzender des United States Senate Committee on Environment and Public Works.

### Privatleben
John Barrasso ist von seiner ersten Frau geschieden und seit 2008 wieder verheiratet. Er ist Vater von drei Kindern und gläubiger Presbyterianer.